# Isole Samoa

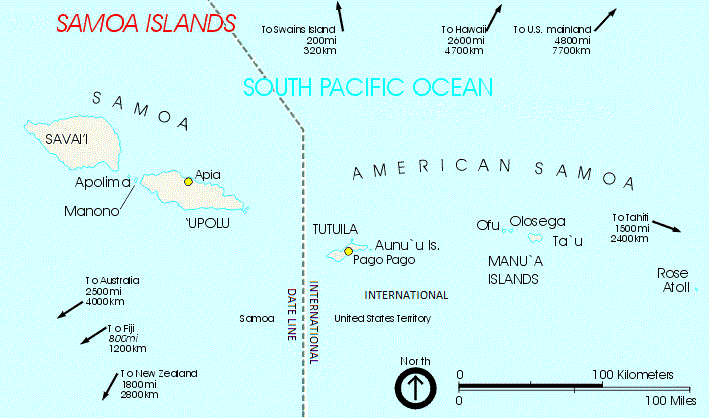
Mappa delle Isole Samoa.

Le Isole Samoa o Isole Samoane (in samoano: Samoa, in inglese: Samoan Islands o Samoa Islands), in passato note anche come Isole dei Navigatori da Louis-Antoine de Bougainville o Isole degli Amici da James Cook, sono un arcipelago di 3.030 km² situato nel Pacifico meridionale, facenti parte della regione della Polinesia. Registrano una popolazione di circa 250.000 abitanti, con una lingua comune, il samoano, e una comune cultura, la fa'aSamoa.
Le Isole Samoa sono divise in due giurisdizioni:
- Samoa, uno Stato indipendente, noto anche come Samoa Occidentali (2.831 km² e 185.000 abitanti)
- Samoa Americane, un territorio degli Stati Uniti d'America, noto anche come Samoa Orientali (199 km² e 65.000 abitanti)

Storicamente, ci sono state alcune proposte di unificazione dell'arcipelago in un unico stato, ma esistono tra gli abitanti opinioni contrastanti su tali proposte.

## Suddivisione

### Samoa Occidentali
- Upolu (134.400 abitanti nel 2001)
- Savai'i (43.142 abitanti nel 2006), l'isola più estesa
- Manono (meno di 1.000 abitanti)
- Apolima (meno di 100 abitanti)
- Fanuatapu, disabitata
- Namua, disabitata
- Nu'ulopa, disabitata, tra Upolu e Savai'i
- Nuʻulua, disabitata
- Nuʻusafeʻe, disabitata
- Nuʻutele, disabitata, fa parte delle isole Aleipata

### Samoa Orientali
- Tutuila (55.876 abitanti nel 2000)
- Aunu'u (476 abitanti nel 2000)
- Taʻu (873 abitanti nel 2000; la più grande delle Isole Manua)
- Ofu-Olosega (289 abitanti nel 2000) e Olosega (216 abitanti nel 2000)
- Atollo Rose o anche Motu o Manu, riserva naturale
- Isola Swains, collegata culturalmente a Tokelau